# Козак, Петр
Петр Козак (чеш. Petr Kozák, род. 13 марта 1965 года, Прага, Чехословакия) — чешский ориентировщик, победитель чемпионата мира 1991 года по спортивному ориентированию.
На домашнем чемпионате мира 1991 года по ориентированию, проходившем в окрестностях городка Марианске-Лазне, Петр Козак завоевал золотую медаль на короткой дистанции.
На дистанции длиной 5.8 км с 10 контрольными пунктами Петр Козак чуть менее минуты выиграл у Кента Ульсона и Мартина Юханссона, которые стали серебряным и бронзовым призёром соответственно.